# Лејк Сити (Тенеси)
Лејк Сити (енгл. Lake City) град је у америчкој савезној држави Тенеси.

## Демографија
По попису из 2010. године број становника је 1.781, што је 107 (-5,7%) становника мање него 2000. године.
| Група             | 2000.         | 2010.         |
| Белци             | 1.862 (98,6%) | 1.725 (96,9%) |
| Афроамериканци    | 2 (0,1%)      | 1 (0,1%)      |
| Азијати           | 3 (0,2%)      | 6 (0,3%)      |
| Хиспаноамериканци | 8 (0,4%)      | 20 (1,1%)     |
| Укупно            | 1.888         | 1.781         |